# Arboga
Arboga est une ville de Suède peuplée de 10 330 habitants, chef-lieu de la commune d'Arboga dans le comté de Västmanland.
On y trouve une usine de Volvo Aero spécialisée dans la construction de moteurs d'avions.